# Meister der Epiphanie von Fiesole
Als Meister der Epiphanie von Fiesole oder Meister der Fiesole Epiphanie (englisch Master of the Fiesole Epiphany) wird ein italienischer Maler bezeichnet, der in der Mitte des 15. Jahrhunderts in Florenz tätig war.  Der namentlich nicht bekannte Künstler erhielt seinen Notnamen nach der von ihm für die Kirche San Francesco in Fiesole in der Provinz Florenz geschaffenen, großformatigen Darstellung der Epiphanie.

## Stil
Der Meister der Epiphany von Fiesole git als ein Nachfolger von Domenico Ghirlandaio.

## Identifizierung
Die Nähe des Stiles des Meisters der Epiphanie von Fiesole zu Ghirlandaio ist eine akzeptierte Interpretation, es wurde auch vorgeschlagen, dass der Meister identisch sein könnte mit Filippo di Giuliano, einem Mitarbeiter des Jacopo del Sellaio (1441–1493), einem Schüler von Fra Filippo Lippi. Die Verwandtschaft des Stiles des Meisters der Epiphanie von Fiesole zum Stil von Lippi wurde bereits in den Anfängen der Kunsthistorik gesehen.

## Werke (Auswahl)
- Epiphanie von Fiesole

Dem Meister der Epiphanie von Fiesole werden weiter zugeschrieben:
- Christus am Kreuz mit den Heiligen Vincent Ferrer, Johannes der Tauefer und Markus und Antoninus, circa 1491/1495, Los Angeles, Los Angeles County Museum of Art
- Kind Jesus und Johannes der Täufer, c. 1490, Phoenix, Phoenix Art Museum
- Este Predella, New York, The Metropolitan Museum of Art